# Elftausendjungfern-Gässlein
Das Elftausendjungfern-Gässlein ist eine schmale Gasse in Basel, die aus einer Steintreppe mit 69 Stufen besteht und sich vom unteren Münsterberg nahe der Basler Schifflände am Rhein über den Martinskirchplatz bis hinauf zur Martinskirche zieht. Die Treppe des Gässleins schneidet eine Schneise zwischen der Stützmauer und den Rückfassaden der Eisengasse.

## Geschichte
Das Elftausendjungfern-Gässlein trug im Laufe der Zeit verschiedene Namen wie «Stegen zur linchen Hand», «St. Martins Stegen», «Am Sprung zur Rhinbruck», «Lange Stege» und viele andere. Die bereits 1352 gepflasterte und mit Steinstufen versehene Gasse soll als letzte Strasse der Altstadt benannt worden sein.
Der Legende nach verdankt die Gasse ihren Namen dem tragischen Tod von 11'000 Frauen. Die englische Königstochter und Schutzpatronin der Jugend, Ursula, soll mit 11'000 Jungfrauen auf ihrer Pilgerreise nach Rom in Basel Halt gemacht und betend zum St. Martin hinaufgestiegen sein. Auf dem Rückweg wurden die Jungfrauen bei Köln von Hunnen überfallen und als Märtyrerinnen getötet. Ein Hunnenfürst soll sich in sie verliebt und ihr angeboten haben, sie zu heiraten und ihr Leben zu verschonen. Ursula lehnte ab und wurde mit fast allen elftausend Jungfrauen hingerichtet.
Ob die Zahl elftausend tatsächlich stimmt, ist ebenso zweifelhaft wie die gesamte Legende. Vermutlich geht die Zahl auf eine Fehlinterpretation einer Inschrift zurück, denn die lateinische Schreibweise lautet «XIM virgines». In diesem Fall steht das M nicht für die Zahl 1'000, sondern für die christliche Abkürzung für Märtyrer. Daraus ergibt sich die Bedeutung «11 martyres virgines», was «11 jungfräuliche Märtyrerinnen» bedeutet. Das Schild mit dem Namen hängt ungewöhnlich hoch an einer der Hausmauern, die das Gässchen links und rechts begrenzen. Fasnachtscliquen sollen es immer wieder als Souvenir abgeschraubt und mitgenommen haben.

## Einzelnachweis
1. 1 2  Valentin Ade: Aufgefallen in… Basel. In: Finanz und Wirtschaft. 12. Juli 2019, abgerufen am 8. April 2024.